# Mali i Gramës
Mali i Gramës este un munte aflat în partea albaneză a lanțului muntos Korab. Mali i Gramës are o înălțime de 2.345 metri. În jurul muntelui sunt mai multe lacuri, inclusiv cel mai mare lac de pe Muntele Korab, care are același nume, Gramë. Se află la aproximativ un kilometru și jumătate la vest de Munții Korab, de care este legat printr-o creastă lungă.
Gramë se referă la vârful în sine, dar și la întregul pinten sud-vestic al lanțului montan Korab, care are o lungime de aproximativ opt kilometri. În nord, pârâul Gramë curge printr-un canion adânc până la o terasă. La est de acesta se află Lacul Gramë (care se află la cca. 1750 metri deasupra nivelului mării).
Există mai multe depozite de gips în regiunea din jurul muntelui Gramë. Monumentele naturale din regiune includ Karst i Malit të Bardhë, zăcământul de seleniu de la Pasqyrat e Gramës și circul natural de la Bjeshka e Zonjave.
În partea de nord a muntelui, Malli i Gramës se termină într-o stâncă. Principalul acces al satelor din sud-vest la pășunile sezoniere aflate la nord-est de munte este prin vârful muntelui. Cerjan în partea de sud și Zimur în sud-vest sunt cele mai înalte sate de pe munte, la aproximativ 1300 de metri deasupra nivelului mării. Înspre sud-vest, la aproximativ șapte kilometri distanță, la o altitudine de aproximativ 650 de metri deasupra nivelului mării, unde zona este mai plată, se află capitala regiunii, Peshkopi.